# Tismice
Tismice település Csehországban, a Kolíni járásban. Tismice Rostoklaty, Mrzky, Přišimasy, Tuklaty, Vrátkov és Český Brod településekkel határos. Lakosainak száma 570 fő (2024. január 1.).

## Népesség
A település lakosságának változását az alábbi diagram mutatja:
| Lakosok száma | 753  | 865  | 849  | 618  | 449  | 382  | 541  | 547  | 537  | 570  |
|               | 1869 | 1890 | 1921 | 1950 | 1980 | 2001 | 2017 | 2019 | 2022 | 2024 |